# Клубеничное Поле
Клубеничное Поле (мар. Шем почиҥга) — деревня в Сернурском районе Республики Марий Эл. Входит в состав Казанского сельского поселения.

## География
Находится в северо-восточной части республики Марий Эл на расстоянии приблизительно 23 км на север от районного центра посёлка Сернур.

## История
Известна с 1834 года, когда здесь в 5 дворах проживали 32 человека. В 1885 году в починке насчитывалось 24 двора, 183 жителя, в 1927 году в 41 хозяйстве проживали 253 человека, русские. В 1950 году В 92 дворах проживали 348 человек. В 1975 году насчитывалось 35 хозяйств, к 1988 году —17, проживали 59 человек. В 2005 году оставались 11 дворов. В советское время работали колхозы "Заря и имени Хрущёва.

## Население
Население составляло 43 человека (мари 72 %, русские 26 %) в 2002 году, 42 в 2010.